# E. P. Dutton
E. P. Dutton foi uma editora americana, fundada como uma livraria de varejo na cidade Boston, Massachussets, em 1852. por Edward Payson Dutton. Desde 1986, é um selo do grupo Penguin Random House.